# Cooperstown, Pennsylvania
Cooperstown là một thị trấn thuộc quận Venango, tiểu bang Pennsylvania, Hoa Kỳ. Năm 2010, dân số của thị trấn này là 460 người.